# Château de Monterberg
Le château Monterberg (ou Burg Monterberg) était un château allemand proche du Schwanenburg de Clèves, la plus importante résidence des comtes de Clèves. Il s'élevait à l'ouest de la ville de Kalkar en Rhénanie-du-Nord-Westphalie.

## Histoire
Le château est considérée comme le successeur de la forteresse de Munna, qui a été construite au XIe siècle. Vers 1260, situé au sommet d'une colline, il a été reconstruit par les comtes de Clèves et pris temporairement la fonction du siège résidentiel de cette maison noble. La ville de Kalkar fut fondé en 1242 près du château. En 1327 le comte Thierry VIII de Clèves établit la seigneurie de Marienstift dans le Vorburg von Monterberg, qui sera déplacé en la cité de Clèves en 1341. À partir de cette date, Monterberg servit principalement de résidence de veuvage des comtesses âgées de Clèves. En 1624, la destruction définitive de cette construction commença.
Au début du XIVe siècle, Monterberg constituait le centre administratif de Clèves auquel appartenaient les villes de Kalkar, Altkalkar, Till, Wisselfeld et Wisselward tout autant qu'Hanselaer. Plus tard, Monterberg abrita une partie des instances judiciaires d'Altkalkar.
Sous la dénomination de "Monreberg" ou "Monterberg", une garniture de ceinture du début du Ve siècle, et une monnaie d'or du VIIe siècle sont connus,. Cela indique que Monterberg était déjà habité au bas Moyen Âge.

## Situation actuelle
Les vestiges de l'enceinte ne sont plus présents. L'ensemble du terrain où s'élevait le château est entouré d'une barrière à l'extrémité de la Straße Monreberg.
Fin 2014, l'Association Monterburg e. V. est fondée à Kalkar. C'est une organisation à but non lucratif dont l'objectif est la recherche et la préservation de Monterberg en collaboration avec les Monuments Historiques.

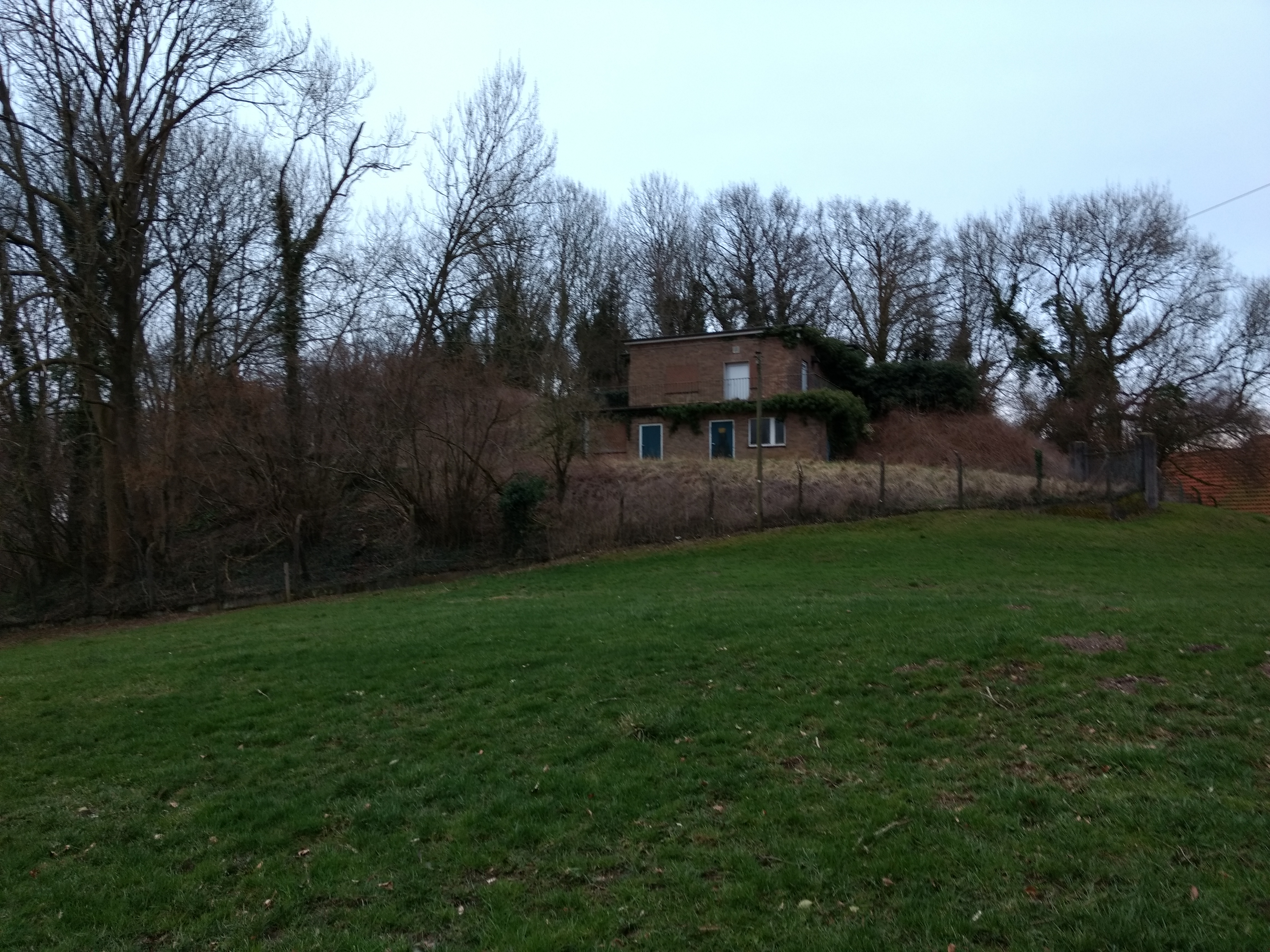
Aperçu en 2018
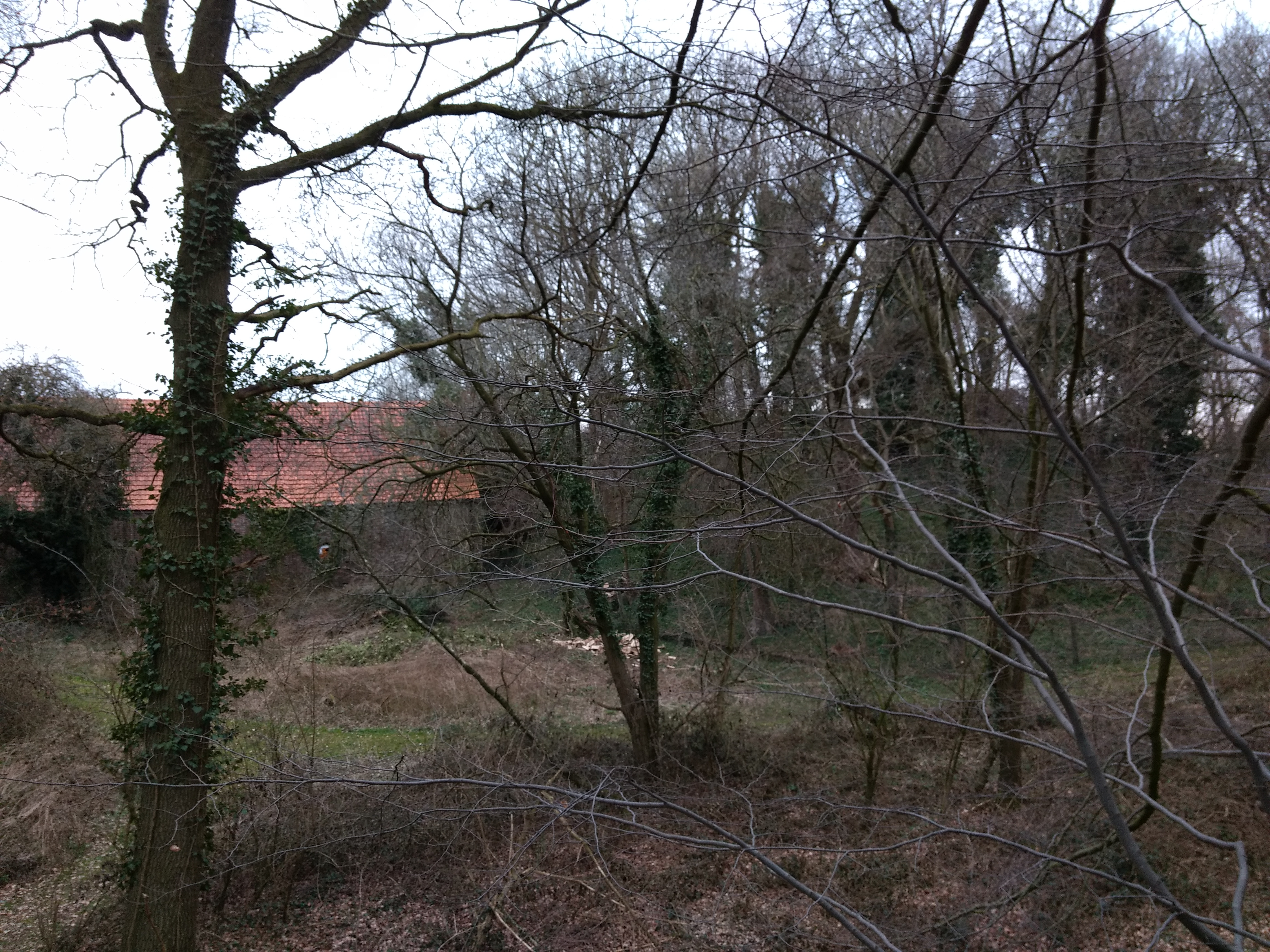
Vue avec la ferme voisine
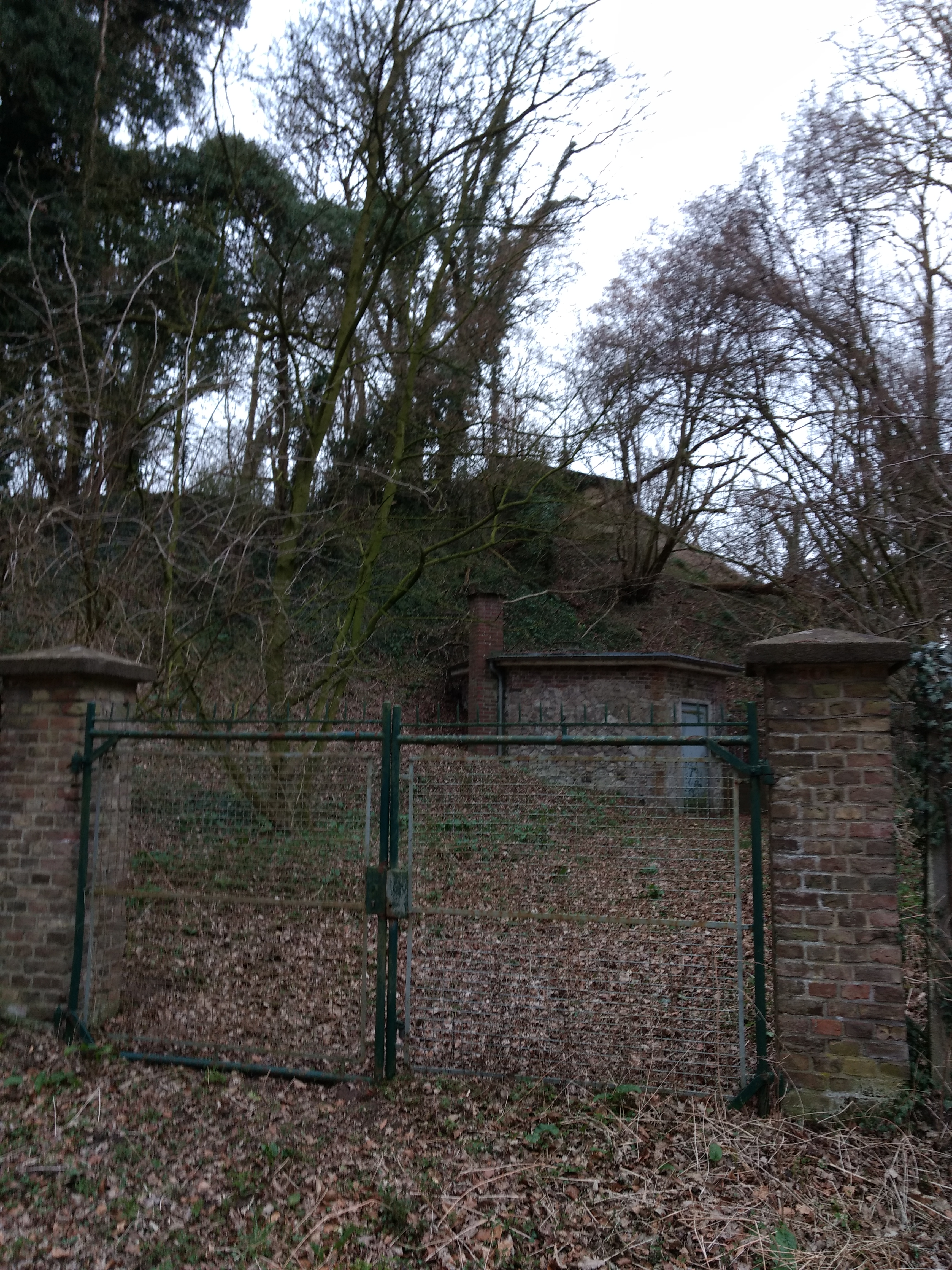
Fontaine dite "romaine" au pied du complexe du château